# ГЕС-ГАЕС Хауслінг
ГЕС-ГАЕС Хауслінг — гідроелектростанція в Австрії в провінції Тіроль, споруджена у складі гідровузла Ціллертал, де є однією з двох станцій верхнього ступеня поряд з Россхаг.
Гідровузол базується на використанні водних ресурсів північного схилу Ціллертальських Альп, який дренується річкою Ціллер (права притока Інна). Для роботи станції Хауслінг на верхній течії Ціллер за допомогою аркової греблі висотою 186 метрів та довжиною 506 метрів споруджене водосховище Ціллергрюндл із площею поверхні 0,8 км2 та об'ємом 87 млн м3. Окрім природного стоку, воно поповнюється за рахунок деривації через:
- тунель, який має водозабори із струмків Hundskehlbach та Sunderbach (ліві притоки Ціллер, що впадають у неї нижче водосховища Ціллергрюндл) та оснащений насосною станцією Klammbichl потужністю 5,1 МВт;
- тунель, який постачає воду зі струмків Schonachbach та Wimmerbach, лівих приток річки Герлосбах. Долина Герлосбах розташована далі на схід паралельно до верхньої течії Ціллеру (правою притокою якого вона є) та має власні водосховища Дурлассбоден та Гмундл, що працюють на електростанції Фунсінгау та Герлос. Втім, враховуючи перепад висот, було доцільно спрямувати частину ресурсу зі сточища Герлосбаху до розташованого вище гідровузла.
Від водосховища через гірський масив правобережжя Ціллеру до машинного залу в долині цієї ж річки веде дериваційний тунель довжиною 7,6 км, який переходить у напірну шахту довжиною 1,3 км. Така схема забезпечує напір у 695,5 метра. Зал обладнано двома турбінами типу Френсіс загальною потужністю 360 МВт, відпрацьована якими вода через тунель довжиною 7,5 км відводиться до водосховища в долині річки Стіллапп, що також тече паралельно до верхньої течії Ціллеру, але далі на захід. Крім того, до складу гідроагрегатів станції Хауслінг входять два насоси з такою ж загальною потужністю 360 МВт, які дають змогу їй працювати в режимі гідроакумуляції, перекачуючи воду з нижнього резервуару (Стіллапп) до верхнього (Ціллергрюндл).
Станція керується із центральної диспетчерської у Майрхофен, де розташований нижній ступінь гідровузла.
Зв'язок з енергосистемою забезпечує ЛЕП, що працює під напругою 220 кВ.